# Sa fille Pierre
Pour plus de détails, voir Fiche technique et Distribution.
Sa fille Pierre (Seine Tochter ist der Peter) est un film autrichien réalisé par Gustav Fröhlich, sorti en 1955.

## Fiche technique
- Titre : Sa fille Pierre
- Titre original : Seine Tochter ist der Peter
- Réalisation : Gustav Fröhlich
- Scénario : Gustav Fröhlich, Ilse von Gasteiger et Ernst Welisch d'après le roman Und Seine Tochter ist der Peter d'Edith Zellweker
- Musique : Erwin Halletz
- Photographie : Sepp Riff
- Montage : Raimund Warta
- Société de production : Österreichische Film et Schönbrunn-Film
- Pays :  Autriche
- Genre : Drame
- Durée : 95 minutes
- Dates de sortie : 
  -  Autriche : 2 septembre 1955
  -  France : 18 janvier 1956

## Distribution
- Sabine Eggerth : Elisabeth Klaar dite "Peter", la fille garçon manqué de Max
- Wolf Albach-Retty : Max Klaar, un ingénieur divorcé qui élève sa fille seul
- Gretl Schörg : Nora Christian, une actrice célèbre, séparée de Max, la maman d'Elisabeth
- Ruth Johannson : Helga, une étudiante qui sauve Elisabeth de la noyade et qui n'est pas insensible aux charmes de Max
- Josef Meinrad : Felix
- Lucie Englisch : Kathi